# 源顕通
源 顕通（みなもと の あきみち）は、平安時代後期の公卿。村上源氏、太政大臣・源雅実の長男。官位は正二位・権大納言。久我大納言と号す。

## 経歴
寛治5年（1091年）元服し、従五位下に叙爵。寛治6年（1092年）侍従に任じ、寛治7年（1093年）従五位上次いで正五位下に陞叙される。
寛治8年（1094年）左近衛権少将に任ぜられる。嘉保2年（1095年）には伊予介を兼任。嘉保3年（1096年）従四位下次いで従四位上、永長2年（1097年）左近衛権中将に任ず。承徳2年（1098年）には蔵人頭に補任される。同年中に正四位下・中宮権亮に叙任された後、康和元年12月（1100年1月）に参議に任ぜられて公卿に列す。康和2年（1100年）従三位・伊予権守に叙任。
康和4年（1102年）正三位に昇る。右近衛権中将を経て、長治3年（1106年）権中納言に任ず。嘉承2年（1107年）従二位・皇太后権大夫に叙任され、天永2年（1111年）右衛門督を務める。永久3年（1115年）中納言、保安3年（1122年）1月23日、権大納言に任ぜられたが、同年4月8日、胸病により薨去。享年42。

## 官歴
注記のないものは『公卿補任』による。
- 寛治5年（1091年） 正月7日：元服[1]。正月：叙爵（無品媞子内親王御給）
- 寛治6年（1092年） 11月：侍従
- 寛治7年（1093年） 正月3日：従五位上（院行幸賞）。2月12日：正五位下（郁芳門院入内日賞）
- 寛治8年（1094年） 3月：左近衛権少将。4月：禁色
- 嘉保2年（1095年） 正月：伊予介
- 嘉保3年（1096年） 正月：従四位下、少将如元。2月7日：従四位上（親父雅實卿譲、日吉行幸行事賞）
- 永長2年（1097年） 正月：左近衛権中将（剰闕）
- 承徳2年（1098年） 正月27日：蔵人頭（頭中将）。4月2日：中宮権亮（中宮・）。12月17日：正四位下（前郁芳門院去寛治七年未給）
- 康和元年（1199年） 12月14日：参議、中将如元
- 康和2年（1100年） 正月：兼伊予権守。5月16日：従三位（日吉行幸行事賞）
- 康和4年（1102年） 正月2日：正三位（院行幸賞）
- 康和5年（1103年） 12月21日：兼右近衛権中将
- 長治3年（1106年） 3月11日：権中納言
- 嘉承2年（1107年） 12月5日：兼皇太后宮権大夫（皇太后・）[1]。正月15日：従二位[1]
- 嘉承3年（1108年） 3月20日：正二位（皇太后自内裏出御二條第賞）
- 天永2年（1111年） 正月23日：兼右衛門督
- 永久3年（1115年） 4月28日：中納言
- 保安3年（1122年） 正月23日：権大納言。4月8日：薨去

## 系譜
- 父：源雅実
- 母：藤原師子（堀河院御乳母） - 藤原師仲の娘
- 妻：源能俊の娘
  - 次男：源雅通（1118 - 1175） - 源雅定養子
- 生母不明の子女
  - 長男：明雲（1115 - 1183）
  - 女子：藤原親隆の室